# Kleinhaderner Straße
Die Kleinhaderner Straße  im gleichnamigen Ortsteil des Münchner Stadtbezirks Hadern ist der letzte Rest der ehemaligen Ortsverbindungsstraße von Kleinhadern nach Laim. Sie stellte jahrhundertelang für Laim über die Orte Klein- und Großhadern die Verbindung ins Würmtal im Bereich der heutigen Gemeinden Gauting und Krailling her.
Der längere zu Laim gehörende Bereich zwischen dem heutigen Hönigschmidplatz und der Agnes-Bernauer-Straße wurde schon nach dem Ersten Weltkrieg durch das planmäßige fächerartige Anlegen neuer Wohnstraßen zerstört. Um 1970 wurde mit dem Bau der Lindauer Autobahn der Bereich innerhalb des Kleinhaderner Ortskernausgangs mitsamt der anliegenden Gebäude beseitigt. Erhalten blieb lediglich das Teilstück zwischen der Langbehnstraße und dem Hönigschmidplatz. Ab 1920 wurden an der Straße mit dem Erstellen der Siedlungsvereinigung Kleinhadern Wohnhäuser gebaut; aus dieser bis zum Zweiten Weltkrieg abgeschlossenen Bautätigkeit sind noch mehrere Gebäude erhalten geblieben.
Am Südende der Kleinhaderner Straße befindet sich auf einer kleinen Grünfläche mit Spielplatz ein altes Wegkreuz, das von der Pfarrei Fronleichnam für Feldgottesdienste und Prozessionen verwendet wird. Am Nordende sind Gewerbebetriebe, die zum Stadtteilzentrum am Hönigschmidplatz gehören.

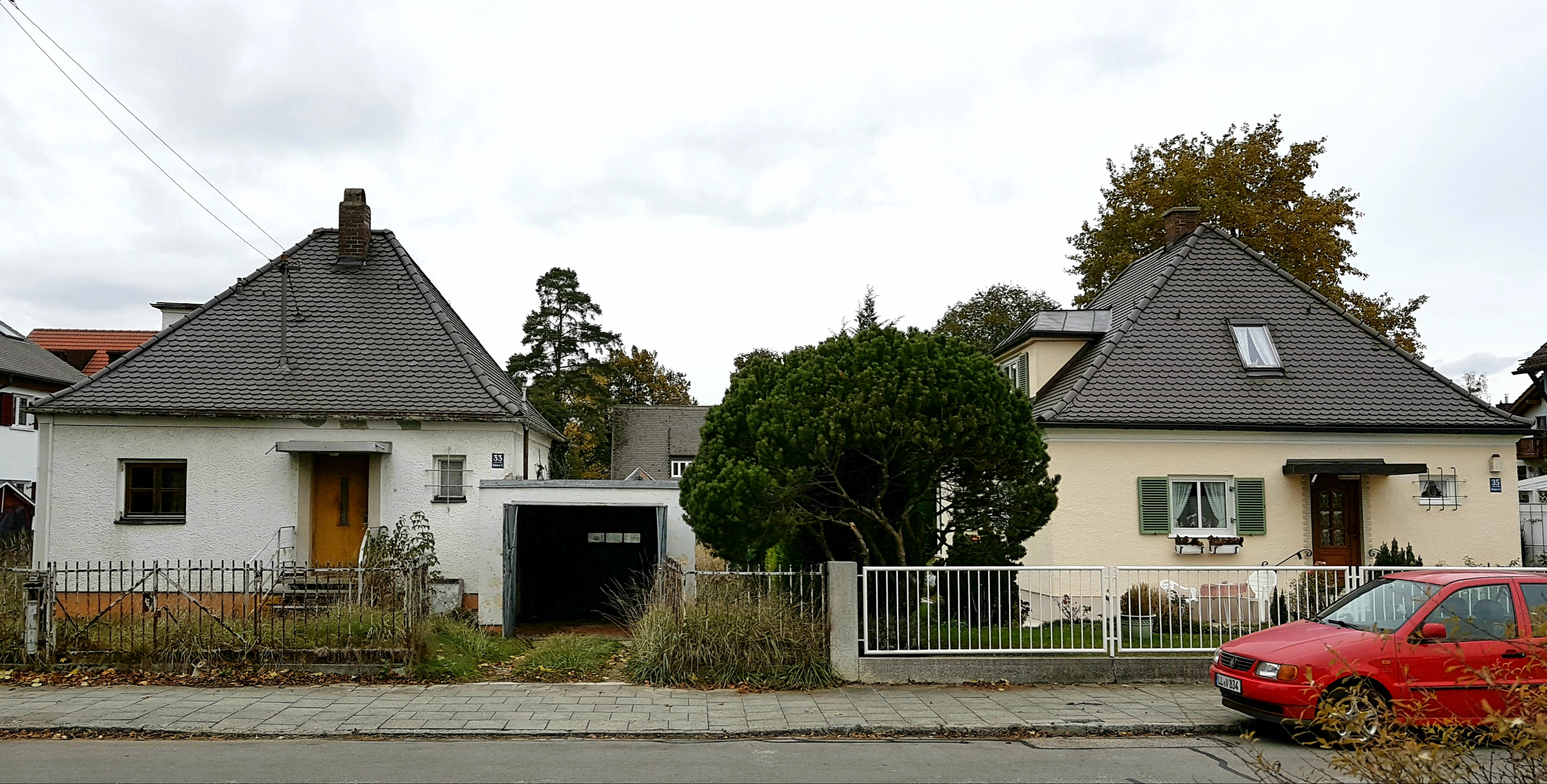
Kleinhaderner Str. 33/35 (1920er Jahre)
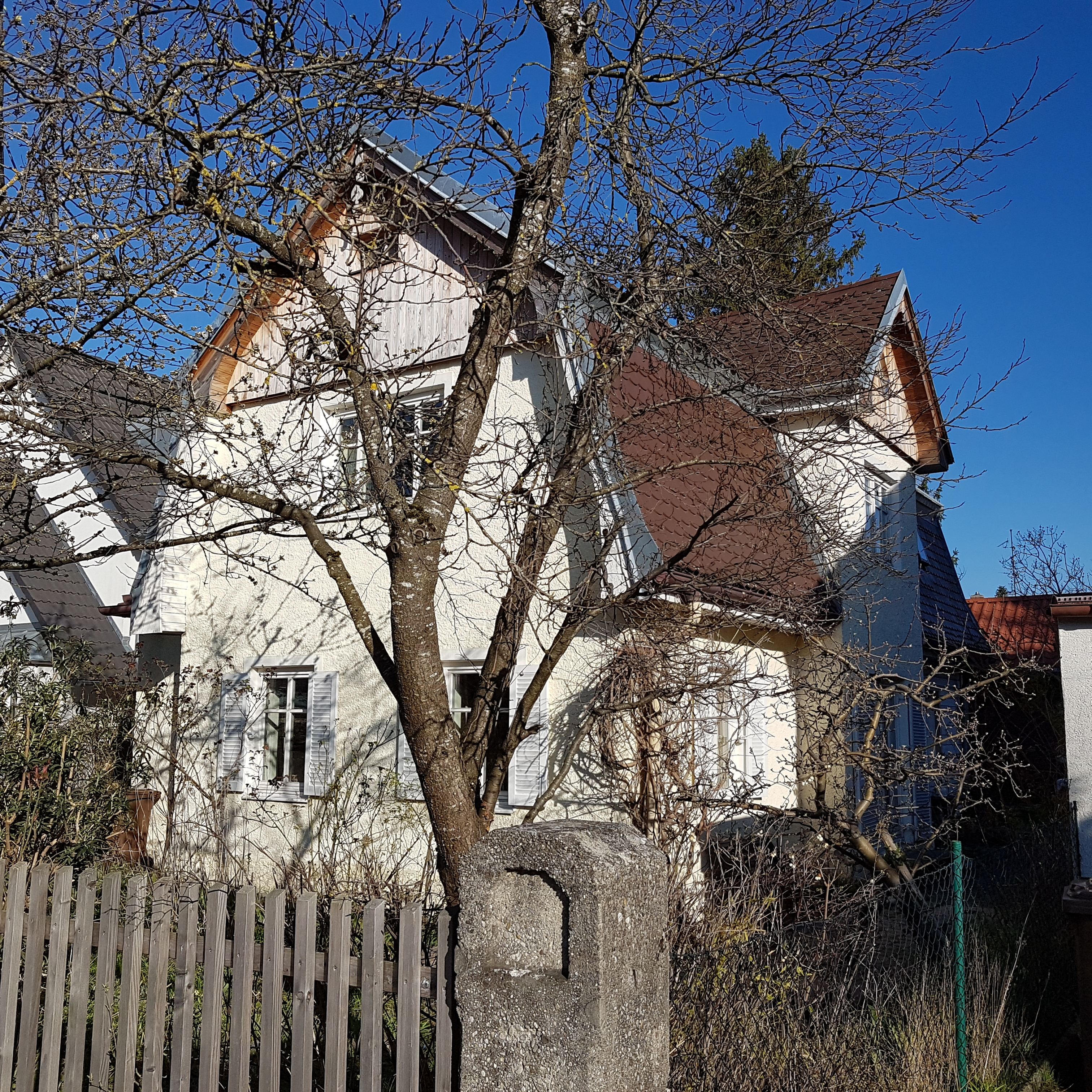
Kleinhaderner Str. 24 (1920er Jahre)
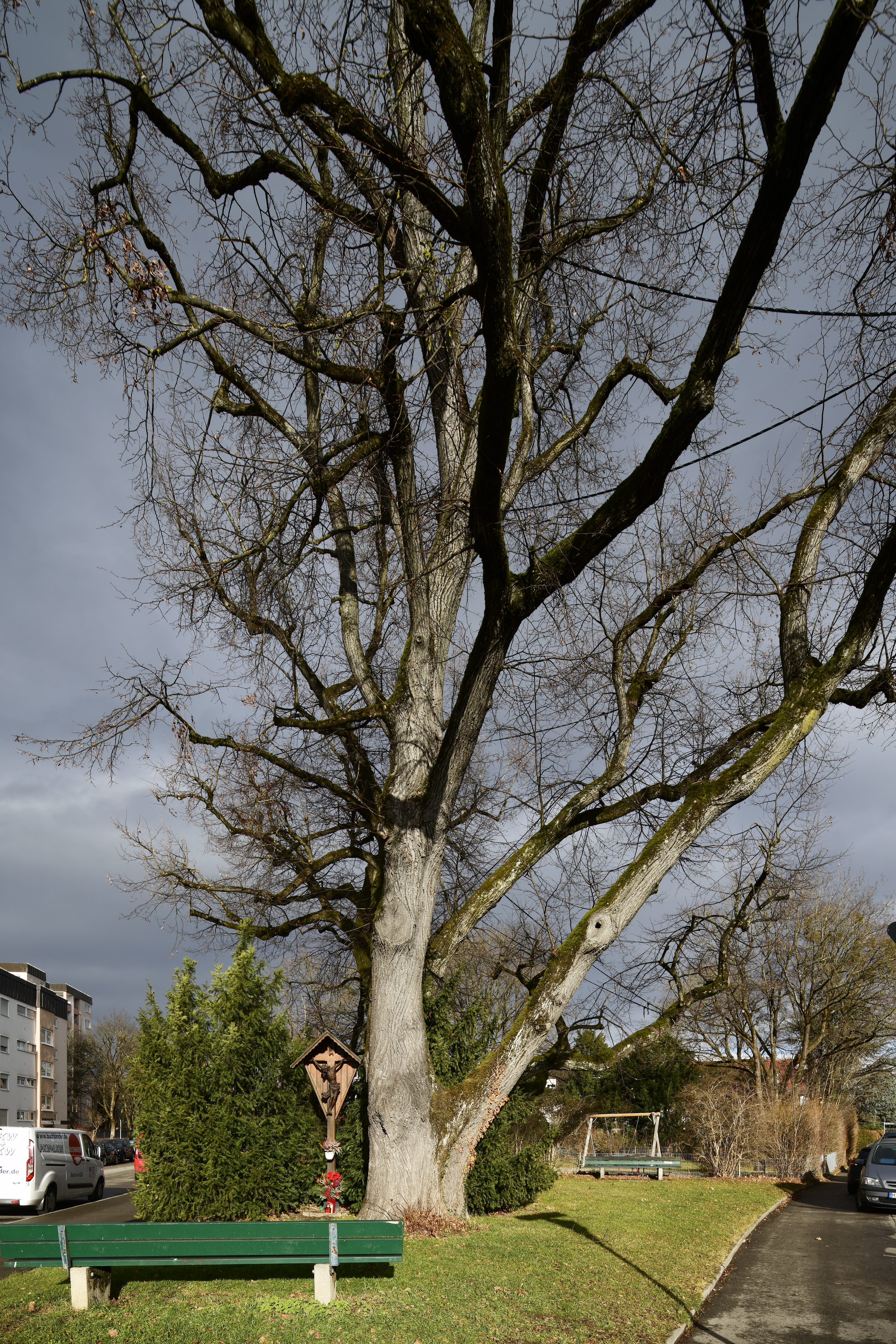
Das Wegkreuz unter einer mächtigen Eiche